# تيم باكر
تيم باكر (بالإنجليزية: Tim Bakker)‏ هو لاعب كرة القدم الكندية أمريكي، ولد في 23 نوفمبر 1977.